# Butoni

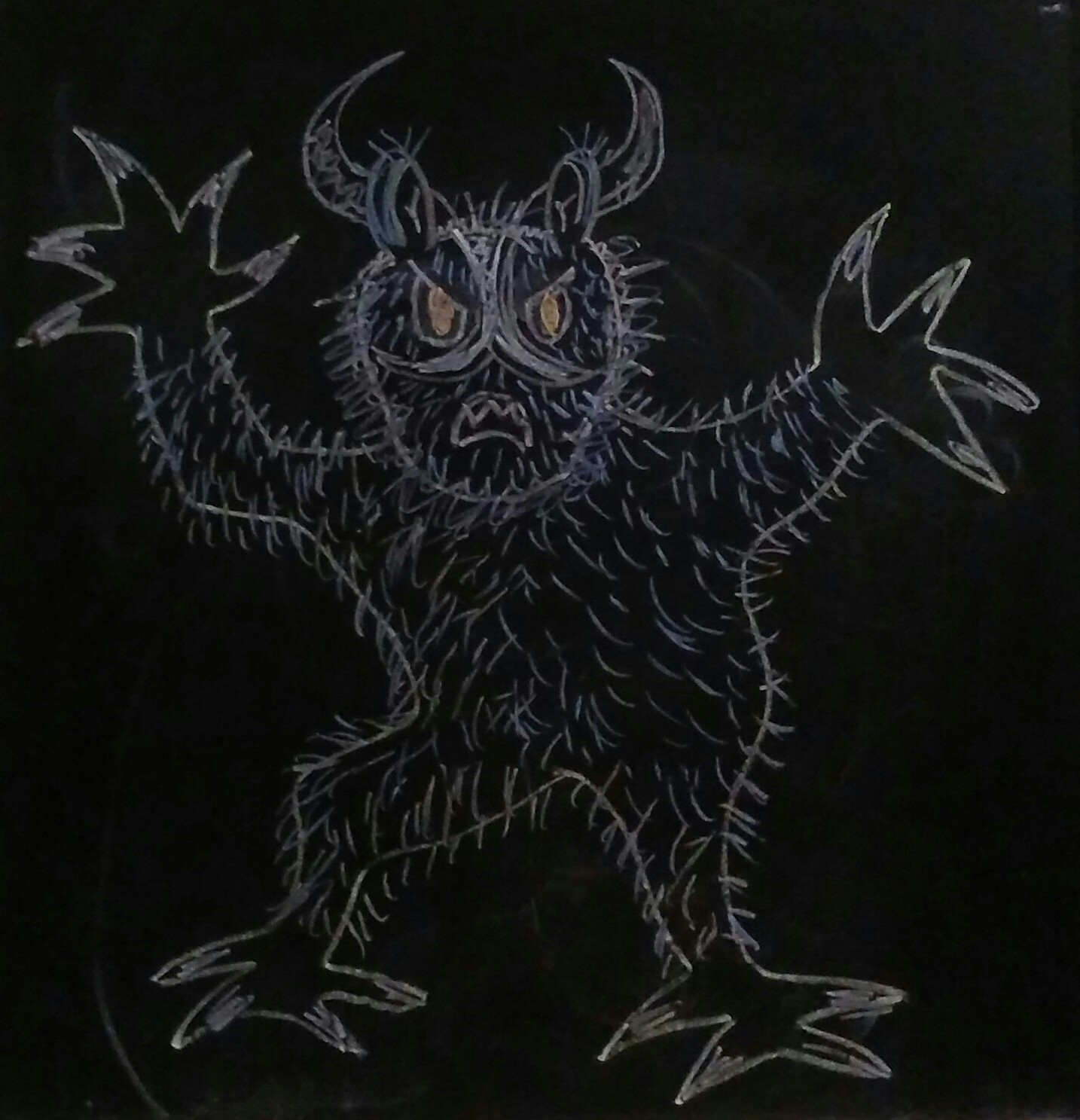
Ilustración del Butoni

El Butoni (Huerta de Valencia), Botoni (Safor), Bataroni (Ribera Alta y Ribera Baja), el Toni (Comtat), Butatoni (Campo de Murviedro) o Batoni (Tierra Alta) es un tipo de monstruo, espíritu, demonio, demonio menor, fantasma o fantasma terrorífico, personaje habitual en el bestiario del imaginario valenciano, en España, que se dedica a hacer entuertos, con el que dar miedo a los niños pequeños.
Desde la Edad Media, en Valencia, se dice para acobardar los niños traviesos, con la advertencia de que si no se portaban bien, o lloraban por la noche, o no dormían o no se acababan la comida o la merienda, vendría el butoni y se los llevaría.
El año 2014 el guionista Ricardo Vilbor y el dibujante Paco Zarco crearon un cómic llamado Butoni, basado en este personaje de la mitología valenciana.
Además, el Butoni se ha hecho famoso recientemente desde su aparición como personaje en el juego de cartas valenciano 'La Fallera Calavera'.
En el año 2019, el director valenciano Javier Guillot estrenaba su primer cortometraje Espantacriaturas, protagonizada por este personaje y donde compartía pantalla con otros seres de la mitología valenciana.
Un ejemplo histórico del uso de esta palabra como elemento atemoridor es la llamada "ronda del Butoni", nombre popular del cuerpo policial o patrulla de vigilancia creada en Valencia por el capitán general Elío después de la Guerra del Francés para combatir los bandoleros y conocida por los brutales métodos que empleaba.
Existía un juego infantil denominado "el butoni".

## Representación
Se trata de un personaje muy feo representado a veces con dos caras y manos y pies con zarpas y que solía entrar por la cerradura de la puerta.

## Etimología
Posiblemente de la unión de bu y el nombre propio de Toni.